# Luis Pardo

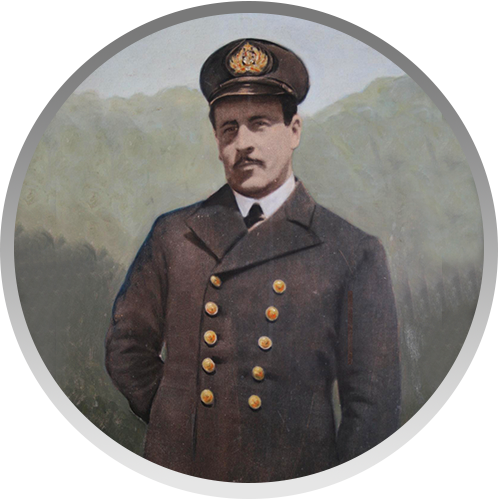
Luis Pardo

Luis Alberto Pardo Villalón (* 20. September 1882 in Santiago de Chile; † 21. Februar 1935 ebenda) war Kapitän des Dampfschiffes Yelcho, mit dem die 22 Besatzungsmitglieder der Antarktis-Expedition der Endurance von Ernest Henry Shackleton am 30. August 1916 von Elephant Island gerettet wurden. In Chile wird er noch heute „Piloto Pardo“ genannt und als Nationalheld verehrt.

## Biographische Daten
Kapitän Pardo trat im Juli 1900 in die chilenische Marineschule ein und wurde im Juni 1906 als Kapitän Mitglied der chilenischen Marine. Im September 1910 wurde er zum Kapitän des Dampfschiffes Yelcho ernannt und auf den Marinestützpunkt in Puerto Williams versetzt.

## Rettung der Expeditionsteilnehmer der Endurance

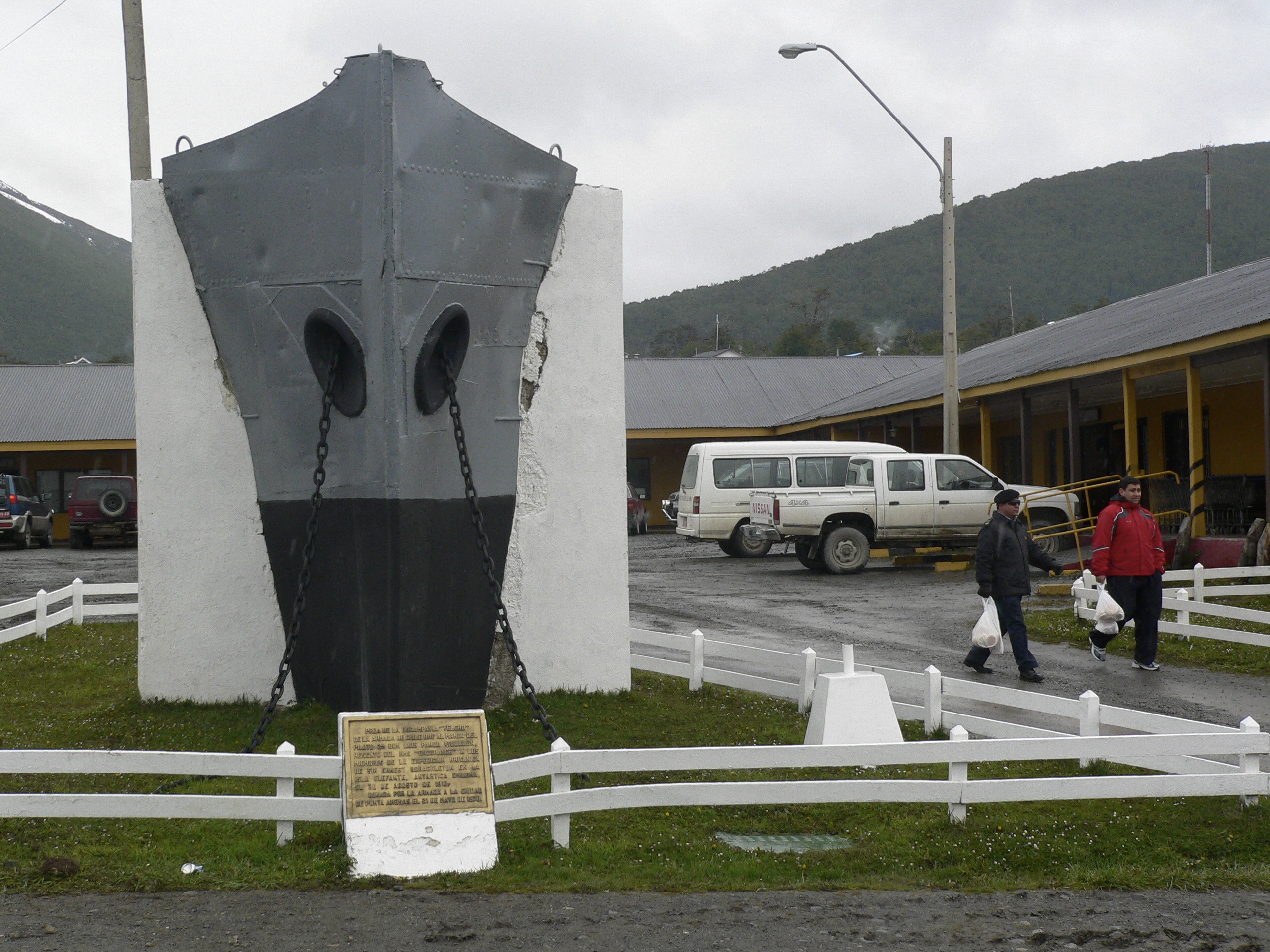
Denkmal der Rettungsaktion mit dem Bug der Yelcho in Puerto Williams

Auf der gescheiterten Antarktis-Expedition von Sir Ernest Shackleton wurde das Expeditionsschiff Endurance im Januar 1915 im Wedellmeer vom Packeis eingeschlossen. Am 27. Oktober 1915 sank die Endurance, da sie vom Druck des Eises stark beschädigt worden war. Die Besatzung rettete sich nach Elephant Island. Shackleton und fünf weitere Expeditionsteilnehmer versuchten, mit einem offenen Rettungsboot Hilfe zu holen. Nachdem sie nach über 800 Seemeilen Südgeorgien erreicht hatten, organisierte Shackleton die Rettungsaktion für die verbliebenen 22 Besatzungsmitglieder. Drei Rettungsversuche scheiterten. Schließlich gelang es Shackleton, die chilenische Regierung zu überzeugen, ihm das 36,5 Meter lange Dampfschiff Yelcho unter dem Kommando von Kapitän Pardo zu überlassen. Mit Shackleton an Bord legte die Yelcho am 25. August 1916 in Punta Arenas ab. Am 30. August fand sie die zurückgelassenen Besatzungsmitglieder der Endurance auf Elephant Island. Am 3. September 1916 legte die Yelcho unter dem Beifall der Bevölkerung von Punta Arenas und der Würdenträger der chilenischen Marine im Hafen von Punta Arenas an.

## Nach der Rettungsaktion

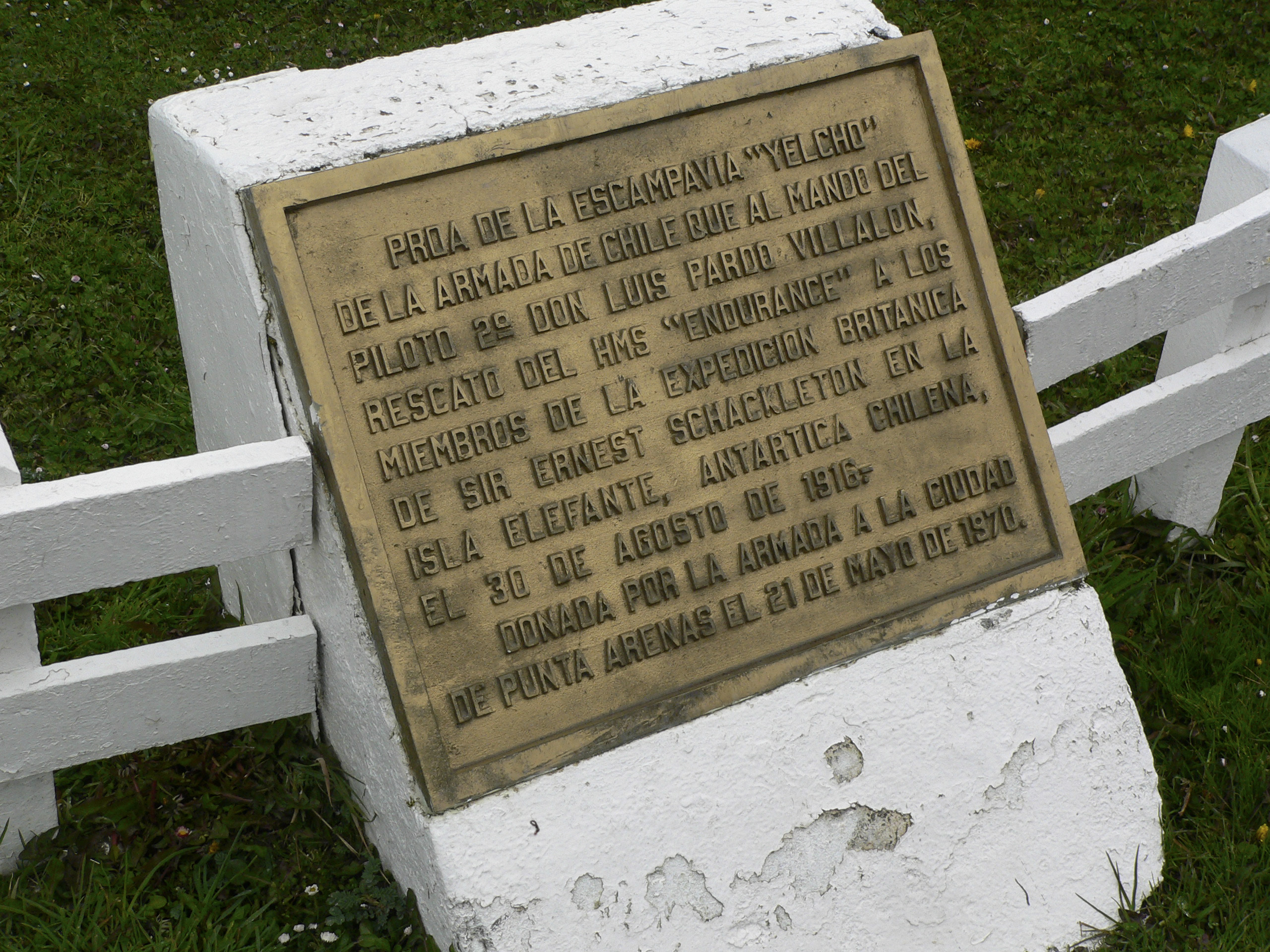
Gedenktafel vor dem Denkmal

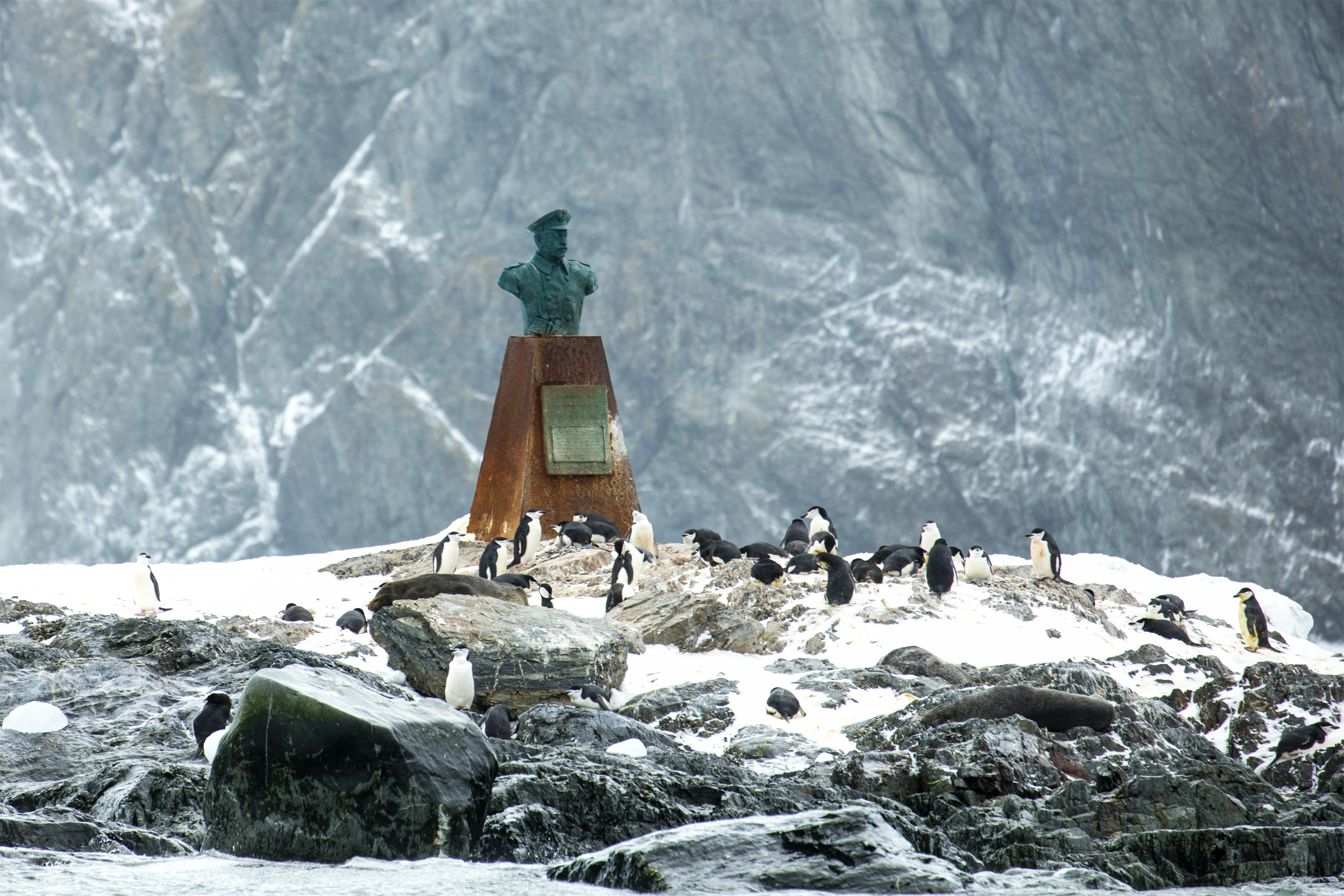
Büste auf Elephant Island

Kapitän Pardo wurde nach dieser Rettungsaktion befördert und erhielt den Rang eines Kapitäns erster Klasse. Weitere zivile und militärische Ehrungen folgten. 1919 schied er aus dem aktiven Militärdienst aus. Später war er chilenischer Konsul in Liverpool. Im Jahr 1935 starb er im Alter von 52 Jahren.
Der Gebirgskamm Pardo Ridge auf Elephant Island ist nach ihm benannt. Ein Kap auf der nördlichen Seite derselben Insel erhielt den Namen Kap Yelcho. Ferner ist er Namensgeber für den Cerro Pardo auf der Antarktischen Halbinsel. Der Bug der Yelcho ist Teil eines Denkmals in Puerto Williams, einer chilenischen Stadt und Marinebasis an der Nordküste der Insel Navarino im Beagle-Kanal.
Auf Elephant Island befindet sich an Point Wild eine Büste Pardos (HSM 53) zur Erinnerung an die Rettungsaktion. Im Archipel der Südlichen Shetlandinseln trägt die Villalón-Passage seinen Namen. Zudem sind die Islas Piloto Pardo, der nordöstliche Teil der Südlichen Shetlandinseln, nach ihm benannt.